# Титикавека (футбольный клуб)
«Титикавека» — футбольный клуб с Островов Кука. Дата основания неизвестна. 14-кратный победитель чемпионата Островов Кука (1950, 1971—1979, 1981—1984), 3-кратный обладатель Кубка Островов Кука (1950, 1979, 1984). Является самым титулованным клубом островов Кука. Президент клуба — Моероа Тамангаро. Матчи клуб проводит на стадионе «Титикавека Спортс Граунд», вмещающем 1500 зрителей.

## Достижения
Чемпион Островов Кука (14)1950, 1971, 1972, 1973, 1974, 1975, 1976, 
1977, 1978, 1979, 1981, 1982, 1983, 1984.
Обладатель Кубка Островов Кука (3)1950, 1979, 1984.